# Kuno von Alvensleben
Kuno von Alvensleben (* 1588 in Friedeburg; † 13. März 1638 in Calbe) war Domherr zu Magdeburg und Mitglied der Fruchtbringenden Gesellschaft.

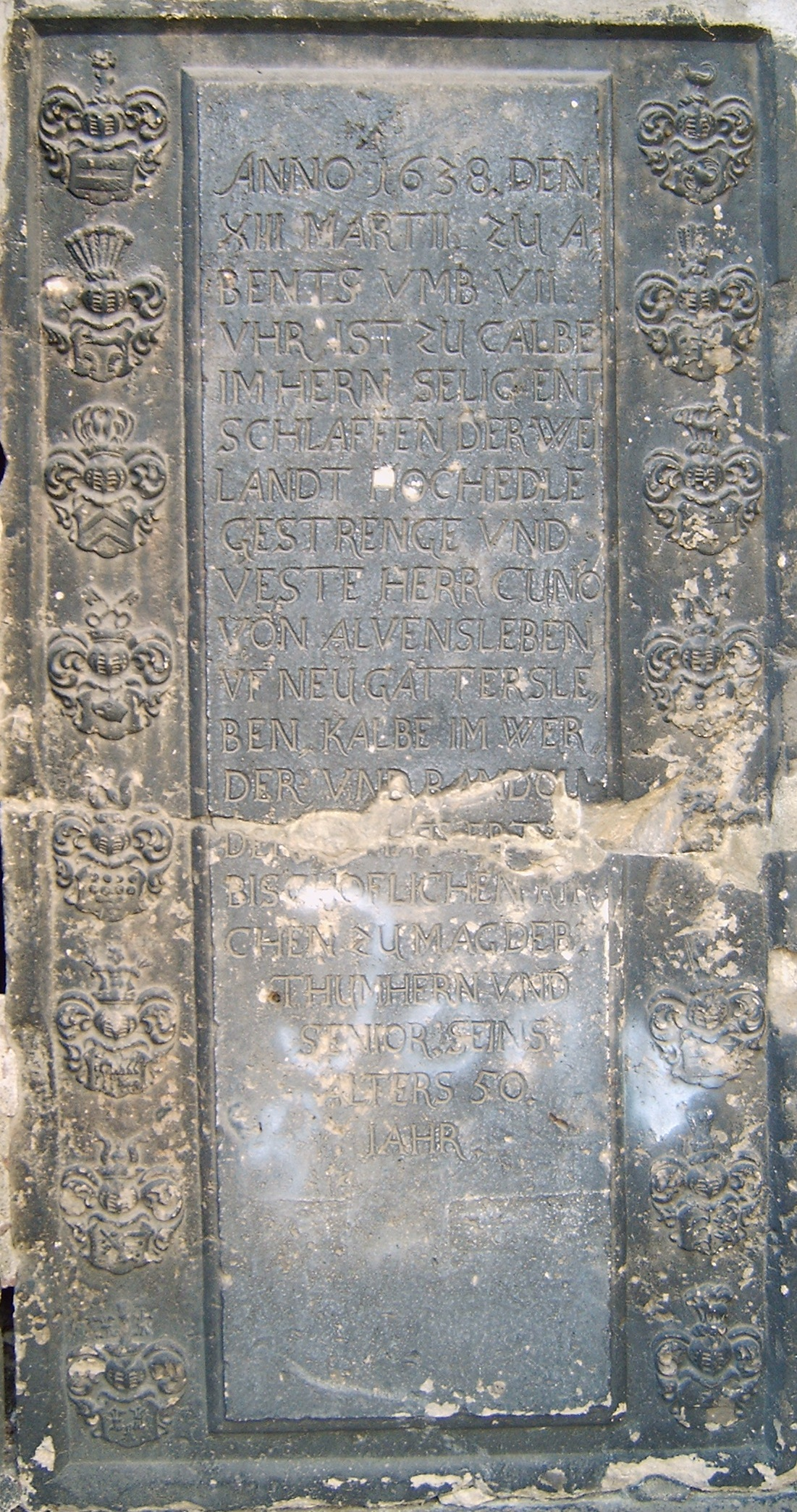
Grabstein von Kuno von Alvensleben an der Außenwand des Chores der Schlosskirche in Wittenberg

## Leben
Kuno von Alvensleben entstammte der niederdeutschen Adelsfamilie von Alvensleben und wurde als vierter Sohn des Magdeburgischen Hof- und Landrats Gebhard XXII. von Alvensleben (1543–1609) und der Helena Hahn († 1591) auf Schloss Friedeburg geboren. Im Alter von sechzehn Jahren ging er mit seinem älteren Bruder Gebhard XXIII. von Alvensleben auf die Universität Wittenberg und studierte dort vier Jahre Jura und Philosophie. Von 1608 bis 1610 unternahm er unter Leitung eines Hofmeisters eine Bildungsreise nach Italien. Nach dem Tode seines Vaters 1610 erbte er u. a. das Gut Randau und wurde Domherr in Magdeburg, wo er seinen Wohnsitz nahm.
Als Freund italienischer Kultur machte er 1614, 1622 und 1630 noch drei weitere Reisen nach Italien. Im Jahre 1624 wurde er in die Fruchtbringende Gesellschaft unter dem Namen des Reifenden aufgenommen. Als Sinnbild bekam er Mispeln und den Sinnspruch „Mit Zeit und Stroh“ nach dem italienischen Sprichwort: Col tempo e colla paglia si maturano le nespole.
Das Domkapitel setzte ihn in verschiedenen diplomatischen Missionen ein – u. a. zum Kaiser in Wien. Nach der Eroberung und Zerstörung von Magdeburg 1631 durch die kaiserlichen Truppen, die zugleich auch das Gut und Dorf Randau verwüsteten, wurden die evangelischen Domherrn durch Katholiken ersetzt. Erst 1637 konnte das evangelische Domkapitel seine Arbeit wieder aufnehmen. Kuno von Alvensleben war zu dieser Zeit Senior des Domkapitels, starb aber schon 1638 im Alter von 50 Jahren und wurde am 7. Mai 1638 in der Schlosskirche zu Wittenberg beigesetzt. Sein Grabstein mit sechzehn Ahnenwappen befindet sich noch an der Außenwand des Chores der Kirche.